# Noisy-le-Grand
Noisy-le-Grand è un comune francese di 63 920 abitanti situato nel dipartimento della Senna-Saint-Denis nella regione dell'Île-de-France.

## Società

### Evoluzione demografica
Abitanti censiti